# Svarttjärnen (Ängersjö socken, Hälsingland, 687464-145748)
Svarttjärnen är en sjö i Härjedalens kommun i Hälsingland och ingår i Ljusnans huvudavrinningsområde.